# Тостон (Монтана)
Тостон (англ. Toston) — переписна місцевість (CDP) в США, в окрузі Бродвотер штату Монтана. Населення — 100 осіб (2020).

## Географія
Тостон розташований за координатами 46°9′39″ пн. ш. 111°26′52″ зх. д. / 46.16083° пн. ш. 111.44778° зх. д. (46.160780, -111.447869).  За даними Бюро перепису населення США в 2010 році переписна місцевість мала площу 7,35 км², з яких 6,73 км² — суходіл та 0,61 км² — водойми.

## Демографія
Згідно з переписом 2010 року, у переписній місцевості мешкало 108 осіб у 49 домогосподарствах у складі 32 родин. Густота населення становила 15 осіб/км².  Було 61 помешкання (8/км²).
Расовий склад населення:
| - 92,6 % — білих - 2,8 % — корінних американців - 1,9 % — чорних або афроамериканців - 1,9 % — азіатів |

До двох чи більше рас належало 0,9 %. Частка іспаномовних становила 0,0 % від усіх жителів.
За віковим діапазоном населення розподілялося таким чином: 16,7 % — особи молодші 18 років, 66,6 % — особи у віці 18—64 років, 16,7 % — особи у віці 65 років та старші. Медіана віку мешканця становила 49,0 року. На 100 осіб жіночої статі у переписній місцевості припадало 129,8 чоловіків;  на 100 жінок у віці від 18 років та старших — 130,8 чоловіків також старших 18 років.
Середній дохід на одне домашнє господарство  становив 52 919 доларів США (медіана — 41 909), а середній дохід на одну сім'ю — 51 748 доларів (медіана — 41 750). 
Цивільне працевлаштоване населення становило 142 особи. Основні галузі зайнятості: освіта, охорона здоров'я та соціальна допомога — 43,7 %, будівництво — 31,7 %, сільське господарство, лісництво, риболовля — 11,3 %, роздрібна торгівля — 10,6 %.